# Tankesport

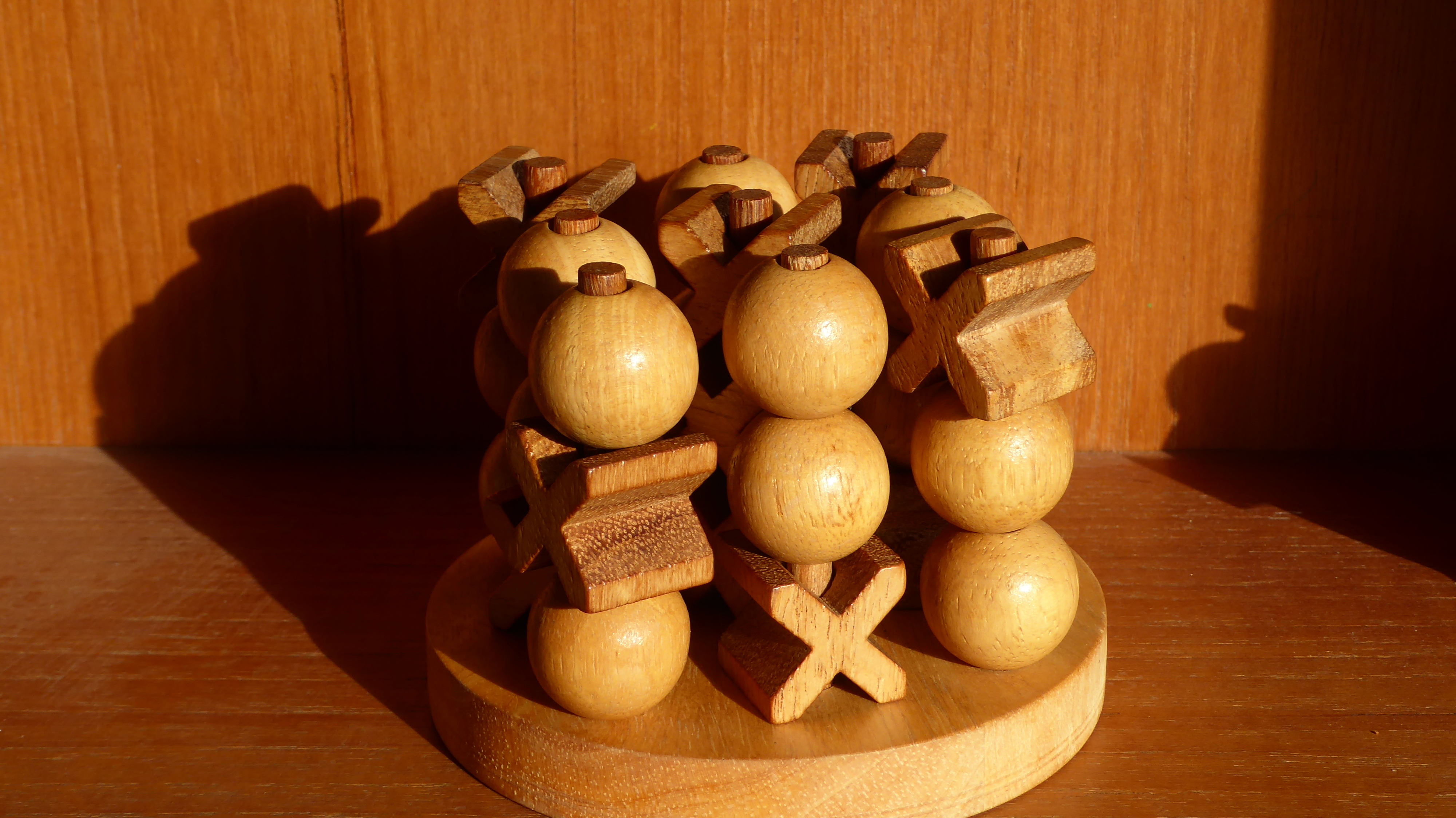
Tankesport

Tankesport är spel där resultatet inte beror på fysisk prestation utan på deltagarnas strategiska skicklighet och tankekraft.
Tävlingar i huvudräkning, snabbläsning, minnesförmåga, e-sport och programmering kan räknas till tankesport.
Huvudsakligen har termen dock använts om de bordsspel som sedan 1997 årligen deltar i tankesportsolympiader i England.
Vid den första tankesportsolympiaden i Royal Festival Hall, London 1997 bildades den internationella tankesportsorganisationen MSO Limited.
En liknande organisation är International Mind Sports Association (IMSA) som är en paraplyorganisation för de internationella förbunden för schack, bridge, dam, go och xiangqi. 
IMSA bildades den 19 april 2005 och har arrangerat två internationella tankesportsspel: 2008 i Peking, Kina och 2012 i Lille, Frankrike.
IMSA är medlemsorganisation i SportAccord, genom vilka man ordnar ett slags världsmästerskap: Sport Accord World Mind Games.